# Pleotrochus
Genre
Pleotrochus est un genre de coraux durs de la famille des Turbinoliidae.

## Liste d'espèces
Le genre Pleotrochus comprend les espèces suivantes :
| Selon World Register of Marine Species (20 juillet 2015) : - Pleotrochus venustus (Alcock, 1902) - Pleotrochus zibrowii Cairns, 1997 | Selon ITIS (20 juillet 2015) : - Pleotrochus venustus (Alcock, 1902) - Pleotrochus zibrowii Cairns, 1997 |